# Репин, Анатолий Николаевич
Анатолий Николаевич Репин (1901—1973) — советский учёный в области сушки и хранения зерна кукурузы, лауреат Сталинской премии.

## Биография
В конце 1920-х — научный сотрудник Екатеринославской сельскохозяйственной станции.
С 1930 г. работал в Украинском научно-исследовательском институте зернового хозяйства (до 1934 г. ВНИИ кукурузного и соргового хозяйства, с 1956 г. Всесоюзный НИИ кукурузы) (Днепропетровск). В 1930—1941 и 1943—1969 гг. заведующий лабораторией сушки и хранения семян.

## Награды и звания
Кандидат сельскохозяйственных наук.
Сталинская премия 1951 года (в составе авторского коллектива) — за выведение гибридов кукурузы «Первенец» и «Успех» и разработку системы мероприятий по получению высоких урожаев этой культуры.

## Научная деятельность
Предложил метод ступенчатой сушки семенного зерна кукурузы с постепенным повышением температуры теплоносителя с 30 до 50 градусов.

### Научные труды
Автор более 150 научных работ, в том числе:
- Сушка кукурузы [Текст] / А. Н. Репин ; НКЗ СССР. Всесоюзная академия сельскохозяйственных наук. — Днепропетровск : [б. и.], 1931. — 31 с. : диагр.; 21 см. — (Труды института/ Научно-исследов. институт кукурузного хозяйства; Вып. 16).
- Сушка семенного материала [Текст] / Укр. науч.-иссл. ин-т зерн. хоз-ва им. В. В. Куйбышева. — Москва : Сельхозгиз, 1938 (Образцовая тип.). — 87 с. : ил.; 19 см.
- Сушка семенных початков кукурузы [Текст] / Канд. с.-х. наук А. Репин, инж. М. Калашников ; М-во сел. хоз-ва СССР. Глав. упр. зерн. и маслич. культур. — Москва : тип. Изд-ва М-ва сел. хоз-ва СССР, 1947. — 27 с. : ил.; 21 см.
- Хранение и сушка семенного материала кукурузы и сорго [Текст]. — Киев ; Полтава : Держ. вид-во колгосп. і радгосп. літ-ри, 1937 (Полтава : 3 полигр. ф-ка). — 168 с., 1 вкл. л. : ил.; 22 см. — (Труды Института / НКЗ УССР. Укр. науч.-иссл. ин-т зерн. хоз-ва им. В. В. Куйбышева; вып. 6).
- Сушка и хранение семян [Текст] / А. Н. Репин, канд. с.-х. наук. — Москва : Сельхозгиз, 1957. — 175 с. : ил.; 20 см.
- Сушка и хранение семенной кукурузы [Текст] / А. Н. Репин, канд. с.-х. наук лауреат Сталинской премии. — Москва : Сельхозгиз, 1955. — 48 с. : ил.; 20 см. — (В помощь агроному на производстве).